# Hội chứng sợ mắc phải những hội chứng sợ
Hội chứng sợ mắc phải những hội chứng sợ, có tên khoa học là Phobophobia, là một nỗi sợ hãi đối với các loại ám ảnh và, cụ thể hơn, cảm giác nội bộ liên quan đến ám ảnh và lo lắng, liên kết chặt chẽ với các rối loạn lo âu khác, đặc biệt là với rối loạn lo âu tổng quát và các cơn hoảng sợ. Đó là một tình trạng rối loạn lo âu được duy trì một cách mở rộng, kết hợp với nỗi sợ tâm lý do hội chứng sợ mắc phải những hội chứng sợ gây ra khi gặp phải nỗi ám ảnh sợ hãi và điều này cuối cùng sẽ dẫn đến việc tăng cường ảnh hưởng của nỗi ám ảnh sợ hãi mà bệnh nhân có thể phát triển. như sự sợ hãi  và làm cho người mắc phải hội chứng này dễ bị sợ hãi khủng khiếp. Hội chứng sợ mắc phải những hội chứng sợ xuất hiện giữa sự căng thẳng mà bệnh nhân có thể gặp phải và nỗi ám ảnh mà bệnh nhân đã phát triển cũng như ảnh hưởng đến cuộc sống của anh ta, hay nói cách khác, nó là cầu nối giữa lo âu / hoảng sợ mà bệnh nhân có thể gặp phải và loại ám ảnh mà anh / cô ấy sợ hãi, tạo ra một khuynh hướng mãnh liệt và cực đoan với nỗi ám ảnh sợ hãi. Tuy nhiên, ám ảnh không nhất thiết phải phát triển như là một phần của những ám ảnh khác, nhưng có thể là một yếu tố quan trọng để duy trì chúng. Hội chứng sợ mắc phải những hội chứng sợ phân biệt chính nó với các loại ám ảnh khác bằng thực tế là không có kích thích môi trường nào, mà là những cảm giác đáng sợ bên trong tương tự như các triệu chứng tâm lý của các cuộc tấn công tinh thần hoảng sợ. Tâm lý của người mắc phải hội chứng này tạo ra một phản ứng lo lắng mà bản thân người bệnh có một kích thích có điều kiện dẫn đến lo lắng hơn nữa, và sau đó dẫn đến một chu kỳ luẩn quẩn. Hội chứng sợ mắc phải những hội chứng sợ là một nỗi sợ hãi xuất phát từ những kinh nghiệm trước khi thực sự trải qua nỗi sợ hãi của nỗi ám ảnh sợ hãi, mà đầu tiên họ có thể mắc phải những rối loạn lo âu tổng quát và có thể tạo ra các cuộc tấn công tinh thần hoảng sợ. Giống như tất cả những ám ảnh, bệnh nhân tránh được ám ảnh sợ hãi để tránh sự sợ hãi của nó.